# L'arpa discordata
(L'Arpa Discordata (testo Soffietti) vv.1703-1706)

La battaglia di Torino, tela conservata al Museo nazionale del Risorgimento italiano a Torino

L'arpa discordata (L'arpa dëscordà, in piemontese) è un poemetto in lingua piemontese, scritto nel XVIII secolo probabilmente dal sacerdote Francesco Antonio Tarizzo. Narra gli eventi intercorsi tra il 1705 e il 1706 nel Piemonte sabaudo, durante l'invasione francese.

## Il testo
L'Arpa Scordata (come compare nel testo edito nel 1788) è un poemetto di circa 1700-1800 versi che narra la storia dell'assedio e della liberazione di Torino nel 1706. Venne scritta nella lingua del popolo, ed è infatti il popolo ad esserne il protagonista: dall'arrivo delle truppe di Louis d'Aubusson de la Feuillade (La Fojada, in piemontese) alla solenne cerimonia nel duomo di Torino, che chiude il poemetto, è il popolo ad animare le scene che via via si presentano. 
La prima versione di cui si ha notizia è databile al 1710 circa (il cosiddetto "testo Guigonio", oggi perduto), ma la prima edizione stampata a noi nota, il cosiddetto "testo Fontana", è datato al 1787. Del testo del Fontana si ha notizia che già circolasse nel 1788, e la Biblioteca civica di Torino oggi ne possiede tre copie. 

Non esiste però una versione definitiva del poemetto. Un secondo testo, edito da Soffietti, presenta notevoli differenze rispetto al testo "Fontana" del quale si è detto, più corto di circa 100 versi e con episodi nuovi rispetto al precedente.

## L'autore
L'autore è ignoto, ma molti studiosi propendono per identificarlo in Francesco Antonio Tarizzo, un prete di Favria del quale sono note altre composizioni; principalmente viene ricordato come l'autore del Ragguaglio istorico dell'assedio, difesa e liberazione della Città di Torino, opera preziosissima, testimonianza dell'assedio di Torino del 1706. 

L'attribuzione dell'Arpa al Tarizzo fu oggetto di numerosi studi; in primo luogo fu Vallauri, nella sua Storia della Poesia in Piemonte ad accostare il nome del sacerdote al poemetto, nel 1841. Da allora, studi più dettagliati hanno permesso di attribuire con maggiore precisione l'Arpa al Tarizzo, senza comunque numerose remore al riguardo. 